# 海難審判庁
海難審判庁（かいなんしんぱんちょう、英称：Marine Accident Inquiry Agency、MAIA）は、かつて存在した国土交通省の外局。海難事故が発生した際に、その事故の原因を究明し海難事故の再発防止に努めるため、海難審判法に基づき行政審判である海難審判を行っていた。
2008年10月1日、海難審判及び懲戒処分業務を国土交通省の特別の機関たる海難審判所に、事故原因究明事務を国土交通省の外局たる運輸安全委員会にそれぞれ移管し、廃止された。

## 概要
海難審判庁は、第1審を担当する地方海難審判庁（函館、仙台、横浜、神戸、広島、門司（那覇支部を含む）、長崎）と第2審を担当する高等海難審判庁（東京）に分かれていた。また特別の機関として、刑事裁判における検察庁の役割に相当する組織として地方海難審判理事所（地方海難審判庁の所在地に設置）と海難審判理事所（東京）が付置されていた。

## 根拠
設置根拠は、国土交通省設置法第53条。

## 沿革
- 1882年（明治15年）4月7日 - 農商務省の商務局管船課を廃止し、管船局を設置。海事審問は同局試験課が所管。
- 1885年（明治18年）12月22日 - 逓信省設置、海事審問は管船局司検課が所管。
- 1886年（明治19年）3月 - 管船局所管の各船舶検査所と海員試験所を併合し、司検所に改称｡ 海員、水先人の試験、海事審問及び船舶の検査を実施。
- 1891年（明治24年）7月27日 - 逓信省官制改正公布、司検所を船舶司検所に改称。
- 1897年（明治30年）4月6日 - 高等海員審判所を東京・逓信省内に､ 地方海員審判所を東京・大阪・長崎・函館に常置。
- 1899年（明治32年）6月15日 - 海事局官制公布､ 船舶司検所を海事局と改称。
- 1927年（昭和2年）10月 - 長崎地方海員審判所が門司市へ移転、門司地方海員審判所に改称。
- 1943年（昭和18年）11月 - 函館地方海員審判所が小樽市へ移転、小樽地方海員審判所に改称。
- 1946年（昭和21年）7月1日 - 海上保安庁の前身である不法入国船舶監視本部を設置。
- 1948年（昭和23年）
  - 2月29日 - 海員審判所を廃止し、海難審判所を設置。高等海難審判所は東京に、地方海難審判所は、小樽、横浜、大阪、門司に設置、理事官は各海難審判所に設置。
  - 5月1日 - 海上保安庁発足、海難審判所理事官を海難審判理事官に改め、所属も高等海難審判所から海上保安庁保安局に、地方海難審判所から海上保安本部保安部に移管。
  - 8月26日 - 大阪地方海難審判所が大阪市より神戸市に移転､ 神戸地方海難審判所に改称。
- 1949年（昭和24年）6月1日 - 海難審判庁設置、運輸省の外局として発足。海難審判所から海難審判庁へ改称。海上保安庁の組織改正により、理事官は、中央・地方の保安部に理事官室を設置。
- 1950年（昭和25年）5月23日 - 海上保安庁組織改正、海難審判法一部改正により、理事官が所属する「保安部」を「海事検査部」に改組。
- 1951年（昭和26年）2月23日 - 小樽地方海難審判庁が函館市へ移転、函館地方海難審判庁に改称。
- 1952年（昭和27年）
  - 4月26日 - 海難審判理事所を海上保安庁の附属機関として設置。
  - 7月31日 - 海難審判理事所が、海上保安庁から海難審判庁へ移管。
  - 8月1日 - 海難審判庁の機関として海難審判理事所が発足、各海難審判庁にそれぞれ設置。
- 1954年（昭和29年）11月1日 - 仙台市に横浜地方海難審判庁仙台支部､ 横浜地方海難審判理事所仙台支所を、広島市に神戸地方海難審判庁広島支部、神戸地方海難審判理事所広島支所を設置
- 1956年（昭和31年）7月1日 - 長崎市に門司地方海難審判庁長崎支部、門司地方海難理事所長崎支所を設置。
- 1960年（昭和35年）4月1日 - 仙台、広島、長崎の地方海難審判庁支部及び同理事所支所が、それぞれ地方海難審判庁及び地方海難審判理事所に昇格。
- 1972年（昭和47年）5月15日 - 沖縄の復帰に伴い、那覇市に門司地方海難審判庁那覇支部、門司地方海難審判理事所那覇支所を設置。
- 2001年（平成13年）1月6日 - 国土交通省の発足に伴い、同省の外局となる。
- 2008年（平成20年）10月1日 - 廃止。

## 組織

### 高等海難審判庁
- 高等海難審判庁（東京）

### 地方海難審判庁
- 函館地方海難審判庁
- 仙台地方海難審判庁
- 横浜地方海難審判庁
- 神戸地方海難審判庁
- 広島地方海難審判庁
- 門司地方海難審判庁
  - 門司地方海難審判庁那覇支部
- 長崎地方海難審判庁

### 海難審判理事所
- 海難審判理事所（東京）
  - 函館地方海難審判理事所
  - 仙台地方海難審判理事所
  - 横浜地方海難審判理事所
  - 神戸地方海難審判理事所
  - 広島地方海難審判理事所
  - 門司地方海難審判理事所
    - 那覇支所

  - 長崎地方海難審判理事所

## 海難審判所及び運輸安全委員会への移行
2008年10月1日、海難審判庁は廃止された。
事故の原因究明業務を運輸安全委員会に、懲戒のための対審方式による審判業務を海難審判所に移管した。
この組織改正の目的は、航空・鉄道事故調査委員会と海難審判庁を統合して運輸安全委員会を新設することで、陸海空のすべての運輸事故の原因究明を一つの機関で行うためであった。そして当初の構想では、審判業務を行う海難審判所は運輸安全委員会に付属することを予定していた。その後方針を変更し、運輸安全委員会とは別系統の、国土交通省に直属する特別の機関とされた。

## 高等海員審判所長
- （兼）佐藤秀顕：1897年6月14日 -
- （兼）山縣伊三郎：1899年5月10日 -
- （兼）内田嘉吉：1903年8月10日 -
- （兼）湯河元臣：1910年9月3日 -
- （兼）若宮貞夫：1914年11月25日 -